# دوري إستونيا الممتاز 1992
دوري إستونيا الممتاز 1992 (بالإستونية: Meistriliiga 1992) هو الموسم 1 من  دوري إستونيا الممتاز. أشرف على تنظيمه اتحاد إستونيا لكرة القدم، وكان عدد الأندية المشاركة فيه  12، وفاز فيه FC Norma Tallinn ‏.